# Höllenzwang

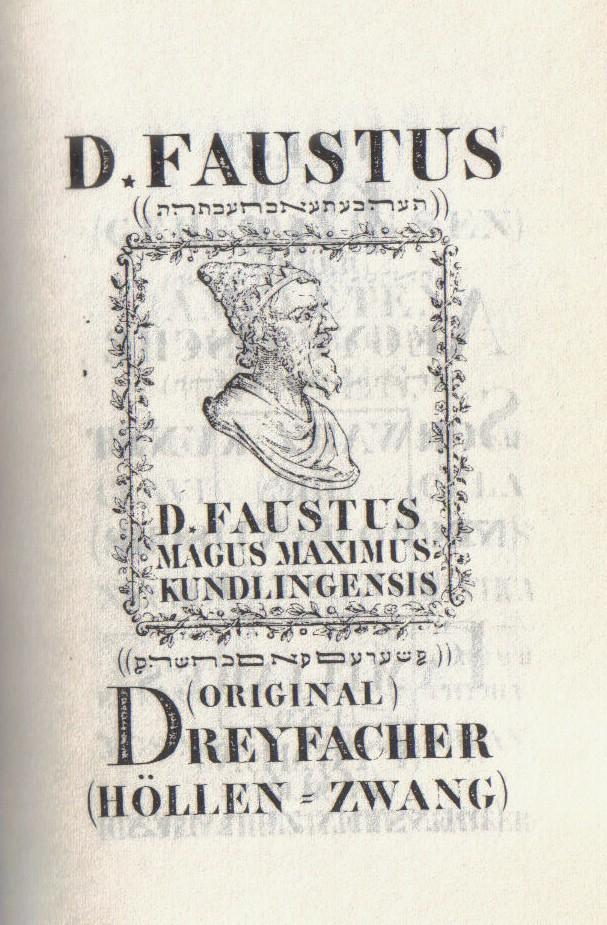
Fausts Dreyfacher Höllen=Zwang

Ein Höllenzwang (auch Geisterzwang) ist der Titel oder die Bezeichnung mehrerer Zauberbücher. Am bekanntesten sind die Höllenzwänge, die Johann Faust zugeschrieben wurden. Schon in der altorientalischen Magie ist mit dem Wort „Zwang“ die Vorstellung verbunden, dass man durch Riten und Anrufungen die Dämonen der Hölle zwingen kann, die Wünsche des Magiers auszuführen.

## Alter und Inhalt
Einige Höllenzwänge gehen bis in das Mittelalter zurück. Jedoch suggerieren vor allem jene Höllenzwänge, die angeblich Faust verfasst haben soll, dass sie uralte Werke sind, tatsächlich aber wurden die meisten im 17., 18. oder auch im 19. Jahrhundert erstellt. Meist handelt es sich um eine Zusammenstellung verschiedener älterer Zauberschriften mit einem kuriosen Gemisch aus Fälschungen und Verballhornungen, um vorzutäuschen, dass man mit diesen Werken „magisch“ arbeiten kann. Die Schriften sind meist reich bebildert und enthalten Siegel und Charaktere aus früheren Grimoires, aber auch Zitationen von erfundenen Geistern und merkwürdige Zauberzeichen. Zum Teil sind sie auch mit unentzifferbaren Unterschriften der Höllenfürsten und absichtlich unverständlichen Zaubersprüchen versehen.

## Auswahl an Fausts Höllenzwängen
- Dr. Fausts vierfacher Höllenzwang. Rom 1501. Ein Geisterzwang und Zwang der Vier Elemente mit der sogenannten Tabella Rabellina.[3][4]

Praxis Magica Faustiana

- Fausts dreifacher Höllenzwang. 1501. Enthalten sind magische Siegel und deren Anwendung für die Anrufung von sieben Geistern.[5][6]
- Geister-Commando. Rom 1501. Eine parodistische Version aus schwarzer und weißer Magie, Zitierung von guten und bösen Geistern, sowie Invokationen.[3]
- Dr. Fausts Mirakel, Kunst und Wunderbuch. Ein Höllenzwang mit Beschwörungen und Siegeln für Reichtum, Ehre, Weisheit etc. 1504.[7]
- Fausts Höllenzwang. Beschwörung Luzifers und einiger Teufel mit deren Siegeln. 1509.[8]
- Ägyptische Schwarzkunst. 1520. Ein Geisterzwang mit vielen Amuletten. Lehnt sich stark an die Clavicula Salomonis an.[3]
- Praxis Magica Faustiana. Passau 1527. Ein weitgehend in Lateinisch gehaltener Höllenzwang mit magischen Kreisen und Siegeln.[3]
- Dr. Fausts großer und gewaltiger Höllenzwang. Frankfurt 1609. Anfangs wechseln sich Gebete und Beschwörungen ab, dann folgen die Siegel der Höllenfürsten.[9]
- Doctor Faust's großer und gewaltiger Meergeist. Amsterdam 1692. Eine Anrufung Luzifers und 3 Meergeister um Schätze aus Gewässern holen zu können.[8]
- Schwarzer Rabe. Es werden Anleitungen zum Zitieren von Planeten- und Astralgeister mit ihren Siegeln gegeben.[10]

Anmerkung: Wie oben im Abschnitt Alter und Inhalt beschrieben, stimmen die angegebenen Jahreszahlen auf den Titelseiten der Schriften nicht mit der tatsächlichen Entstehungszeit überein.

## Weitere Höllenzwänge
- Libellus Magnus oder der Hauptzwang der Geister. Nach lateinischen Gebeten und Sprüchen werden Anrufungen und Beschwörungen eines Geistes beschrieben, durch dessen Hilfe man an Schätze und Gesundheit geraten kann. Der Text soll von 1403 stammen und in silberne Platten graviert gewesen sein, die zu einem Buch zusammengefügt waren.[11]
- Ludwig von Cyprian des Weltweisen Höllen-Zwang. Ein Zwang der himmlischen und höllischen Geister nach der Ordnung eines jeden Tages. L. M. Glogau Sohn, Hamburg 1509.[12]
- Trinum Perfectum Albae et Nigrae. Vier Höllenzwänge der Zeremonialmagie, die sich an die Jesuiten-Höllenzwänge anlehnen, Rom/Wien 1534.[13]
- Wahrhafter Jesuiten Höllenzwang (Verus Jesuitarum libellus). Ähnlich wie die Höllenzwänge von Faust aufgebaut, mit Beschwörungen, Siegeln und Zitierungen von Geistern.[14]
- Päpstlich Magischer Jesuiten Prozess (Jesuitico Pontificius Processus Magicus). Ein handgeschriebener Geisterzwang. Das Buch lehnt sich an die Faustschriften und die Jesuiten-Höllenzwänge an. Es werden nur drei Geister aufgeführt (Astaroth, Mephistopheles und Luzifer). Die Schrift enthält das Herbeiholen von Schätzen, die Herstellung eines magischen Kreises, Anrufungen, Befehle und Entlassungen der Geister, sowie eine Stundentabelle, 1720, OCLC 601706646.
- Zwang des Albiruth. Ein Geisterzwang um sich einen Schatz herbeiwünschen zu können, aus der Jesuiten-Bibliothek in Mindelheim.[15]

## Sekundärliteratur
- Eduard Hoffmann-Krayer, Hanns Bächtold-Stäubli: Handwörterbuch des deutschen Aberglaubens. Verlag Walter de Gruyter, Reprint: de Gruyter, Berlin 1987/2000, ISBN 3-11-016860-X.
- Alfred Lehmann: Aberglaube und Zauberei. Von den ältesten Zeiten an bis in die Gegenwart. Gondrom-Verlag, 5. Auflage; Reprint der Ausgabe Stuttgart 1908, ISBN 3-934673-61-9.
- Stephan Bachter: Wie man Höllenfürsten handsam macht. Zauberbücher und die Tradierung magischen Wissens. In: Achim Landwehr (Hrsg.): Geschichte(n) der Wirklichkeit. Beiträge zur Sozial- und Kulturgeschichte des Wissens. Augsburg 2002, ISBN 3-89639-361-8, S. 371–390.
- Stephan Bachter: Anleitung zum Aberglauben. Zauberbücher und die Verbreitung magischen „Wissens“ seit dem 18. Jahrhundert. [2007], S. 73–95: Forschungsgegenstand Fausts Höllenzwang, urn:nbn:de:gbv:18-32213 (PDF; 2,6 MB; Hamburg, Univ., Diss., 2006).
- Karl (Dietrich Leonhard) Engel: Bibliotheca Faustina. Zusammenstellung der Faust=Schriften vom 16. Jahrhundert bis Mitte 1884. Oldenburg 1885.
- Wilhelm Mannhardt: Zauberglaube und Geheimwissen im Spiegel der Jahrhunderte. Leipzig 1896, S. 173–182, urn:nbn:de:gbv:32-1-10004641056.